# Języki uralo-ałtajskie

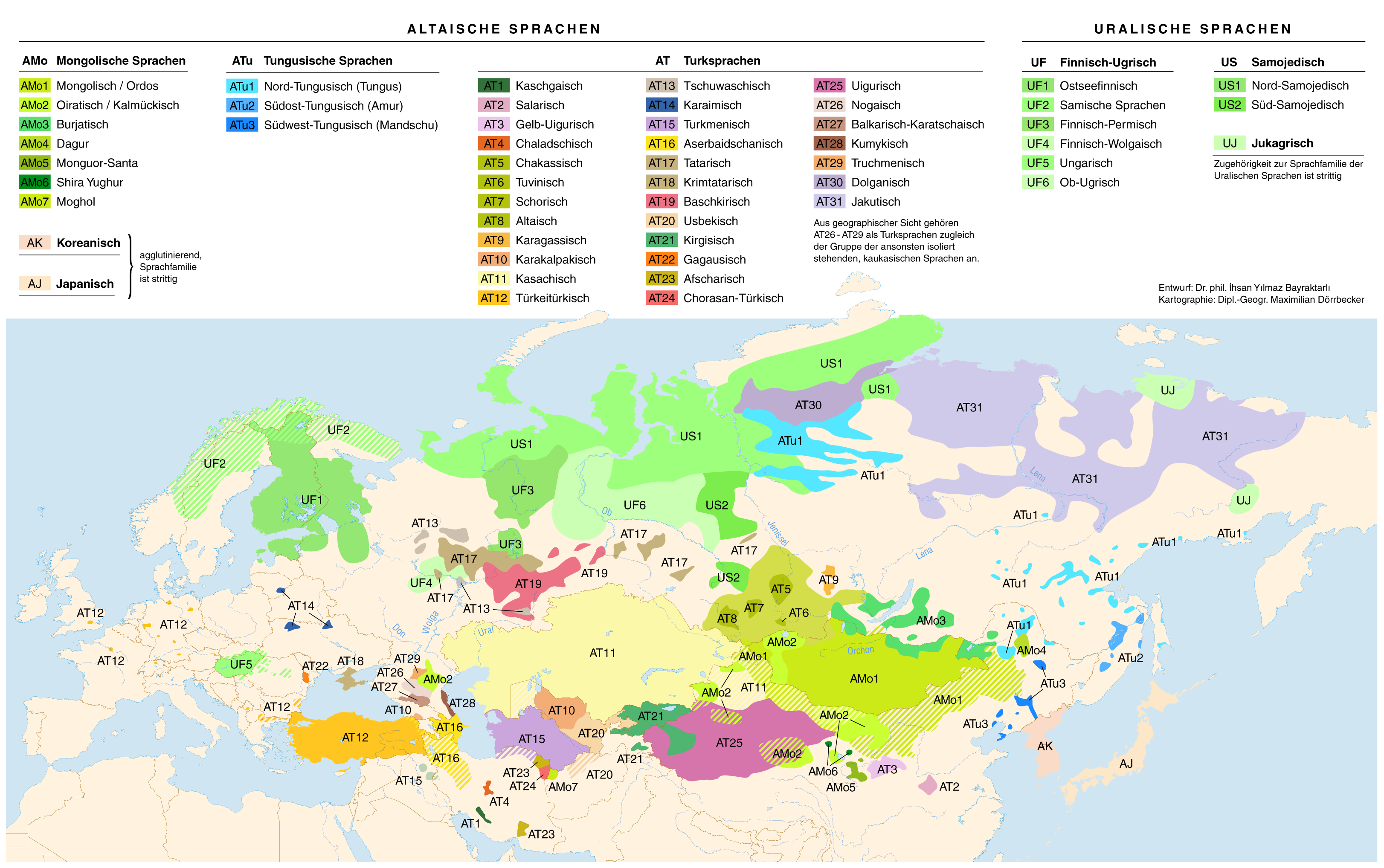
Rozmieszczenie geograficzne języków uralo-ałtajskich

Języki uralo-ałtajskie (liga uralo-ałtajska) – liga językowa niegdyś uznawana za rodzinę językową, łącząca języki uralskie i języki należące do kwestionowanej rodziny ałtajskiej. Posługuje się nimi około 188 mln użytkowników, zamieszkujących tereny Eurazji; od Europy Środkowej, Wschodniej i Północnej (rodzina ugrofińska – język węgierski, estoński, fiński i inne), poprzez Azję Mniejszą, Azję Środkową (języki turkijskie) i Rosję, aż po Daleki Wschód (języki tungusko-mandżurskie, języki mongolskie, potencjalnie także języki/dialekty koreańskie i japońskie). Języki te łączy szereg wspólnych cech morfologicznych i fonologicznych.
Hipotezę o pokrewieństwie języków uralskich i ałtajskich wysunął Matthias Castrén w 1844 roku. Koncepcja rodziny uralo-ałtajskiej była powszechnie akceptowana w XIX-wiecznym językoznawstwie. Wśród dzisiejszych lingwistów hipoteza uralo-ałtajska została całkowicie odrzucona. Przyjmuje się, że podobieństwa między językami uralo-ałtajskimi należy tłumaczyć ich wzajemnym oddziaływaniem w zamierzchłej przeszłości (liga językowa). Niektórzy lingwiści próbują bądź próbowali udowodnić przynależność do grup ałtajskiej i uralo-ałtajskiej także języka koreańskiego i japońskiego.

## Klasyfikacja języków uralo-ałtajskich
Poniższe zestawienie przedstawia uproszczoną klasyfikację genetyczną języków ligi uralo-ałtajskiej.
<języki uralo-ałtajskie> (ok. 176 mln)
języki uralskie (ok. 24 mln)
języki ugrofińskie (ok. 24 mln)
języki fińskie (ponad 9,6 mln)
języki bałtycko-fińskie (ok. 6,5 mln)
fiński (ok. 5,3 mln)
estoński (ok. 1,1 mln)
karelski (ok. 200 tys.)
język võro (ok. 70 tys.)
język wepski (ok. 5 tys.)
język ingryjski (ok. 0,2 tys.)
język wotycki (ok. 0,1 tys.)
liwoński (kilkadziesiąt osób)
języki wołżańskie (ok. 1,9 mln)
maryjski (czeremiski) (ok. 550 tys.)
mordwiński (ok. 1,3 mln)
języki permskie (ok. 1,2 mln)
komi (zyriański) (ok. 280 tys.)
komi-permiacki (ok. 150 tys.)
udmurcki (ok. 700 tys.)
lapoński (ok. 35 tys.)
języki ugryjskie (ponad 14 mln)
chantyjski (ok. 20 tys.)
mansyjski (wogulski) (ok. 8 tys.)
węgierski (ok. 14 mln)
języki samojedzkie (ok. 35 tys.)
nieniecki (juracki) (ok. 31 tys.)
nganasański (tawgi-samojedzki, tawgijski) (ok. 0,5-1 tys.)
eniecki (jenisej-samojedzki) (ok. 300)
selkupski (ostiak-samojedzki) (ok. 1,5-3 tys.)
kamasyjski † (ostatnia osoba zmarła w 1989)
języki ałtajskie (ok. 152 mln)
języki tureckie (ok. 140 mln)
czuwaski (ok. 1,5 mln)
języki wschodniotureckie
uzbecki (ok. 15 mln)
nowoujgurski (ze staroujgurskim †)
języki północnotureckie
jakucki (ok. 300 tys.)
tofa
języki południowotureckie
turecki (ok. 80 mln)
turkmeński (ok. 1,5 mln)
azerski (ok. 21 mln)
gagauski (ok. 175 tys.)
krymskotatarski (ok. 300 tys.)
języki zachodniotureckie
kirgiski (ok. 2 mln)
kazachski (ok. 5,3 mln)
kipczacki †
baszkirski
karakałpacki (ok. 350 tys.)
karaimski (ok. 100)
język tatarski (ok. 6 mln)
języki mongolskie
buriacki (ok. 350 tys.)
dagurski (ok. 100 tys.)
mogolski
mongolski (wschodniomongolski) (ok. 4,5 mln)
mongorski
santyjski
ojracki (ok. 90 tys.) z kałmuckim (ok. 150 tys.)
języki tungusko-mandżurskie
ewenkijski (ok. 48 tys.)
eweński (lamucki) (ok. 13 tys.)
mandżurski
nanajski (goldyjski) (ok. 9 tys.)
udehejski